# Dipterocarpus cornutus
Dipterocarpus cornutus là một loài thực vật có hoa trong họ Dầu. Loài này được Dyer mô tả khoa học đầu tiên năm 1874.